# Élection présidentielle américaine de 1868 dans le Vermont
L'élection présidentielle américaine de 1868 dans le Vermont a lieu le 3 novembre 1868 comme dans les 24 autres États qui composent alors les États-Unis. Les électeurs vermontois choisissent des grands électeurs pour les représenter dans le collège électoral à travers un vote populaire. Le Vermont dispose en 1868 de 5 grands électeurs. L'État donne l'ensemble de ses grands électeurs au candidat du Parti républicain, le Commandant en chef de l'Armée de terre des États-Unis Ulysses S. Grant. 
Le candidat vainqueur de ce scrutin dans tout le pays sera également Grant, qui occupera la présidence des États-Unis du 4 mars 1869 au 4 mars 1877, ayant été réélu en 1872. 